# Megalonycta waterloti
Megalonycta waterloti är en fjärilsart som beskrevs av Charles Boursin 1928. Megalonycta waterloti ingår i släktet Megalonycta och familjen nattflyn. Inga underarter finns listade i Catalogue of Life.